# سداسي فلوريد البلاتين
سداسي فلوريد البلاتين مركب كيميائي له الصيغة PtF6 ، ويكون على شكل صلب ذو لون أحمر غامق، وهو متطاير ويشكل غاز أحمر اللون.
يمثل هذا المركب مثالاً فريداً من نوعه للبلاتين في حالة الأكسدة +6.

## الخصائص
- للبلاتين في هذا المركب أربع إلكترونات من النمط d، فللمركب خواص مغناطيسية.
- لسداسي فلوريد البلاتين خواص مؤكسدة، كما أنه عامل مفلور قوي (القدرة على إضافة الفلور للمركبات الأخرى).

## التحضير
تم تحضير PtF6 لأول مرة من تفاعل الفلور مع البلاتين . وتعد هذه الطريقة أفضل طرق التحضير.
Pt + 3 F2 → PtF6
يمكن لـ PtF6 أن يحضر من PtF5 والذي يمكن أن يحضر من فلورة PtCl2
PtCl2 + 2.5 F2 → PtF5 + Cl2
2PtF5 → PtF6 + PtF4